# Pseudasterina delicata
Pseudasterina delicata är en sjöstjärneart som beskrevs av Khwaja Muhammad Sultanul Aziz och Jacques Jangoux 1985. Pseudasterina delicata ingår i släktet Pseudasterina och familjen Asterinidae. Inga underarter finns listade i Catalogue of Life.